# Únosnost

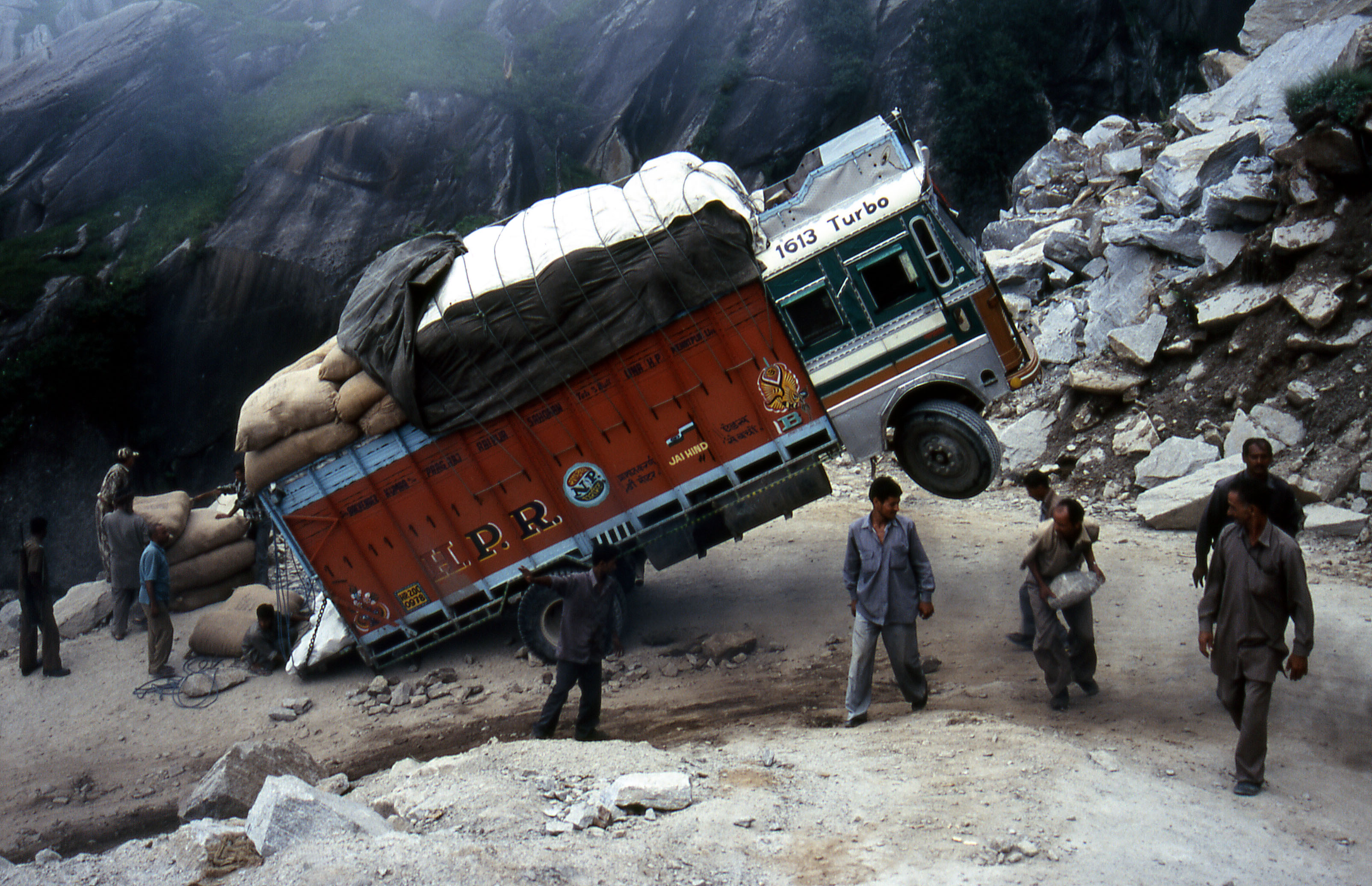
Nehoda přetíženého nákladního vozidla v Indii

Únosnost resp. nosnost je obecná charakteristika, která vyjadřuje vzdor (kapacitu) daného objektu nebo předmětu (např. stavební konstrukce, základové půdy, dopravního prostředku, apod.) vůči působení nějakých vnějších účinků (např. sil, objemu přepravovaného nákladu, počtu přepravovaných osob, apod.).
Dostatečná (postačující) únosnost udává, že vnější účinky jsou nižší než únosnost. Opakem je nedostatečná únosnost, kterou lze označit zároveň i jako přetížení. Únosnost se určuje exaktně na základě např. fyzikálně-mechanických přístupů s uvážením použitých tvarů, materiálů, apod.
S pojmem únosnost se pracuje mj. při statických a dynamických výpočtech stavebních a strojních konstrukcí a jejich částí, kdy únosnost vstupuje do posouzení – zhodnocení – metodami mezních stavů, dovolených namáhání nebo stupněm bezpečnosti.
S uvedením hodnoty únosnosti resp. nosnosti se lze setkat např. u výtahů, vozidel, jeřábů, stropů, mostů (jako zatížitelnost či přechodnost) apod.